# Freycinetia coagmentata
Freycinetia coagmentata är en enhjärtbladig växtart som beskrevs av Huynh. Freycinetia coagmentata ingår i släktet Freycinetia och familjen Pandanaceae. Inga underarter finns listade.